# Liturgusa cayennensis
Liturgusa cayennensis es una especie de mantis de la familia Hymenopodidae.

## Distribución geográfica
Se encuentra en Brasil, Guyana Francesa, Guatemala,  Colombia, México, Panamá y Venezuela.